# 马尾藻海
马尾藻海（Sargasso Sea）是北大西洋中部的一个海，因海面漂浮大量马尾藻而得名。马尾藻海是世界上唯一一个没有海岸线的海，严格来说，它只是被几条主要洋流围出的一个特定的区域。墨西哥湾暖流在其西，北大西洋暖流在其北，加那利涼流在其东，北赤道暖流在其南，约长3200公里，宽1100公里。覆盖了西经约70度到40度和北纬约25度至35度的地区。百慕大靠近该海的西部边缘。在马尾藻海的海水有着与众不同的深蓝色和极高的清晰度，水下能见度高达200英尺（约合60米）。

## 历史
15世纪的葡萄牙水手最早发现了这一地区，他们随即以当地生长的马尾藻为其命名。然而，年代更早的航海者可能也知道这一地区的存在，如公元4世纪晚期诗人阿维阿努斯（Avienus）描述了大西洋的一部分被海藻覆盖，他依据的就是现已经流失的公元前5世纪的迦太基探险者希米爾科的记录。此處很少有風及沒洋流，這對風帆船而言是死亡陷阱。哥伦布在第一次航行時就曾被困馬尾海兩周引致糧食、食水耗盡而險些遇難，因此他和他的船员也对马尾藻海有所记录，并带回了关于海面上大量海藻的报告。

## 生态
马尾藻海是海藻马尾藻属的家园，海面上浮有大量的马尾藻。马尾藻对航运不构成威胁，历史上帆船被困的事件是由于当地经常出现的微风天气，但對十九世紀的漿輪船及現代螺旋槳輪船而言，這種漂浮物卻極容易引起故障，只是現代輪船由于動力加大及改進設計才容許它們能安全進出。
马尾藻海也在欧洲鳗和美洲鳗的迁移中发挥了重大作用。这两个物种的幼体在那里孵化后前往欧洲或北美东海岸。成年后，它们还会试图回到马尾藻海产卵。据信，年幼的蠵海龟在孵化后会借例如墨西哥灣暖流等洋流前往马尾藻海，并利用马尾藻为掩护躲避捕食者，直到它们成熟
马尾藻海是最近全球海洋抽样调查（Global Ocean Sampling）基因组研究的主题。该研究由克萊格·凡特等人进行，目的是评估当地微生物的多样性。调查结果显示，与以前的理论相反，该地区原核生命的种类十分广泛。
由于海面洋流，马尾藻海积累了高浓度的非生物降解塑料废物。这个巨大的垃圾旋涡类似于另一个海洋现象，太平洋垃圾带。

## 流行文化
马尾藻海在文学和传媒中常被描绘为充满神秘的地区。

### 图书
- 马尾藻海出现在威廉·霍奇森（William Hope Hodgson）的经典幻想故事中，如小说《格伦卡里格之船》（The Boats of the "Glen Carrig"，1907年）和其他几部相关的短篇小说。
- 儒勒·凡尔纳在《海底两万里》中介绍了马尾藻海，并对其成因进行了解释。[5]
- 埃德温·科利（Edwin Corley）的小说《马尾藻》，围绕着虚构的阿波罗19号在马尾藻海的溅落展开。
- 在《Marvel 1602》系列中 ，神奇四侠正是在这里获得了他们的超能力。

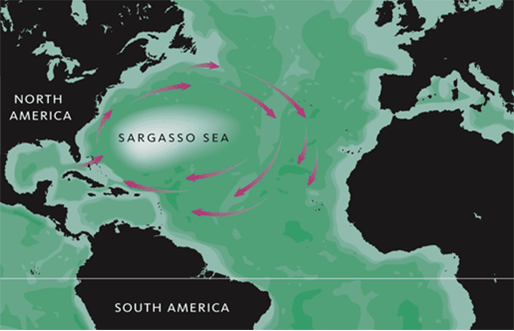
马尾藻海

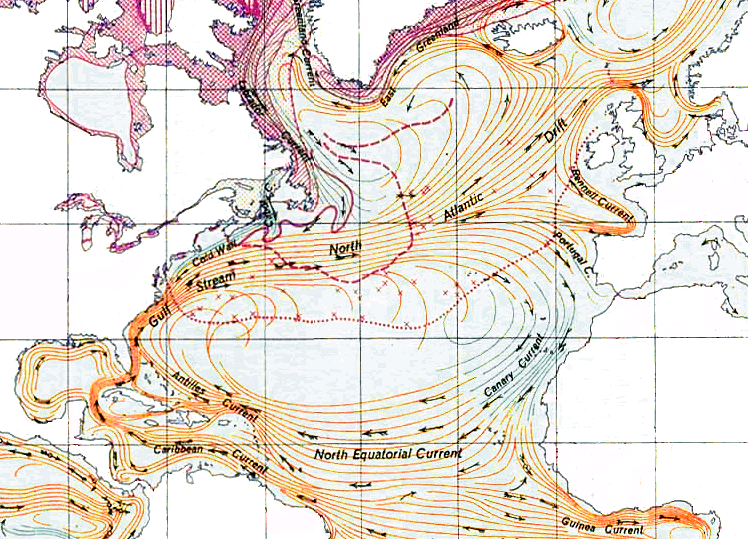
北大西洋环流的洋流

- 其他涉及马尾藻海的小说还包括让里斯（Jean Rhys）的小说《藻海无边》（Wide Sargasso Sea），弗雷德·安德鲁（Fred Andrew）的神秘小说《柏拉图的池塘》[6]，史蒂夫·阿尔顿（Steve Alten）关于尼斯湖水怪的小说《湖》。

### 电影
- 1968年电影《迷失的大陆》（The Lost Continent）的故事发生在高度虚构的马尾藻海，当今时代的人发现了陷在海藻中几个世纪的西班牙大帆船，以及船上由西班牙征服者和后裔构成的社会和海怪。

### 电视
- 20世纪60年代动画系列《乔尼探索》的第一集发生在马尾藻海。
- 电视连续剧《潜水员丹》的第101集是《迷失在马尾藻海》[7]。
- 1995年中国大陆科普题材动画片《海尔兄弟》第六集是《马尾藻海》
- 马尾藻海还出现在2004年卡通网络的连续剧《创业兄弟》的《马尾藻海的幽灵》一集中。

### 音乐
- 謙遜耗子乐团的歌曲“仪表板”的音乐电视讲述了一个水手被困在马尾藻海后的故事。
- 莲花乐团（Lotus）2007年现场专辑名为“逃离马尾藻海”（Escaping Sargasso Sea）。